# Valentin Loos
Valentin Loos, född 13 april 1895 i Prag, Böhmen, Österrike-Ungern (numera Tjeckien), död 1942, var en tjeckoslovakisk ishockeyspelare. Han blev olympisk bronsmedaljör i Antwerpen 1920 och kom på femte plats i Chamonix 1924.

## Meriter
- OS-brons 1920